# Vall de Bazar
La vall de Bazar és una comarca de la FATA (anagrama en angles de les Àrees Tribals d'Administració Federal o ATAF) al Pakistan, a l'agència del Khyber entre la serralada de Surghar a l'oest i sud, els Ilacha Ghar (part oriental del Safed Koh) a l'est i les muntanyes Turo Sar al nord. La vall és poc fèrtil i està poblada pels afridis del clan zakka khel.
Una expediciós britànica a la zona es van produir el 1878 per respondre als atacs tribals a les comunicacions britàniques durant la segona guerra angloafganesa; la va dirigir el major Cavagnari amb soldats de majoria afridis del clan kuki khel Afridis; una segona expedició es va produir més tard, el desembre del mateix any; els afridis no van quedar pacificats del tot i una nova expedició es va fer el 1879 i el clan llavors es va sotmetre. El 1897 dies columnes manades per Sir William Lockhart van entrar a la vall pels passos de Chora i Ilacha i van destruir les principals poblacions.